# Apsidophora
Apsidophora là một chi bướm đêm thuộc phân họ Olethreutinae, họ Tortricidae Tortricidae.

## Các loài
- Apsidophora purpurorbis Diakonoff, 1973